# Hugo Królikowski
Hugo Królikowski, herbu Poraj (ur. 19 sierpnia 1849 w Strumieniu – zm. 17 maja 1915 w Kruhlu Wielkim)
Ukończył gimnazjum w Białej (1868) i studia prawnicze na uniw. we Lwowie (1873). Odbył służbę wojskową jako jednoroczny ochotnik. Od 1873 pracował w sądownictwie galicyjskim, najpierw jako aplikant, potem w latach 1874-1878 auskultant w Wyższym Sądzie Krajowym we Lwowie, w latach 1876-1877 przydzielony do ekspozytury Prokuratorii Państwa we Lwowie, w 1878 do Sądu Powiatowego w Delatynie. Następnie był w latach 1878-1880 adiunktem w sądzie powiatowym w Chodorowie (powiat Bóbrka). Po przeniesieniu do Sądu Obwodowego w Przemyślu, był w nim kolejno adiunktem (1880-1893), sekretarzem (1893-1897), radcą sądowym (1897-1908) – od 1905 wiceprezes sądu. W 1909 oddelegowany jako radca dworu był w  latach 1909-1915 radcą Sądu Najwyższego w Wiedniu.
Członek i działacz Polskiego Stronnictwa Demokratycznego. Członek Rady Powiatu (1899-1912) i zastępca członka (1900-1907) Wydziału Powiatowego w Przemyślu, wybierany z grupy gmin miejskich. Poseł do austriackiej Rady Państwa X kadencji (31 stycznia 1901 – 30 stycznia 1907) wybrany w kurii II miejskiej z okręgu wyborczego nr 6 (Przemyśl-Gródek). W parlamencie austriackim należał do grupy posłów demokratycznych Koła Polskiego w Wiedniu. W wyborach w 1907 do Rady Państwa przegrał walkę z socjalistą Hermanem Liebermanem, mimom poparcia udzielonego mu przez władze państwowe.
Podczas I wojny światowej został zabity jako austriacki major rezerwy przez wycofujących się Rosjan w Kruhlu Wielkim pod Przemyślem.

## Odznaczony
Kawaler orderu Franciszka Józefa (1907) kawaler Wojskowego Krzyża Zasługi (1908) i Krzyża Mariańskiego (1908)

## Stosunki rodzinne
Syn zarządcy majątku w Strumieniu w pow. bielskim Ferdynanda. Ożenił się z Karolą z Kubiców, z którą miał jednego syna.